# 斯洛伐克—越南關係
斯洛伐克－越南关系（越南语： Quan hệ Slovakia–Việt Nam）是指斯洛伐克共和国和越南社会主义共和国之間的雙邊關係。

## 历史
在冷战时期，越南与斯洛伐克的关系曾属于越南与捷克斯洛伐克双边关系的一部分。越南民主共和国与天鵝絨分離前的捷克斯洛伐克於1950年2月2日建交。捷克斯洛伐克是欧洲继苏联之后第二个与越南建交的国家。北越领导人胡志明曾于1957年访问捷克斯洛伐克，期间曾经在斯洛伐克停留。
1993年1月1日，斯洛伐克獨立後，越南即予以承認並翌日與之建立大使級外交關係；同時雙方商定，越南同原捷克斯洛伐克簽署的條約和協定對斯洛伐克共和國繼續有效，並將兩國建交日定為越南與捷克斯洛伐克建交的1950年2月2日。此后两国交流不断。高层互访频繁。越南政府亦于2011年7月在布拉迪斯拉发建立驻斯洛伐克大使馆。

### 事件
2016年，越南公安部在越南国内通缉越南油气安装股份总公司原董事长郑春青，并求助国际刑警组织追查。2017年，郑春青返回越南国内，并在2018年2月以侵吞资产罪被判无期徒刑。德国外交部称越南是“绑架”郑春青回国，越南方面则强调他是回国自首。有报道称郑春青是经斯洛伐克回国。2018年10月，斯洛伐克外交部表示，如果证实越南经由斯洛伐克秘密“绑架”郑春青回国，斯洛伐克可能会“冻结”与越南的外交关系。

## 经贸关系
2015年，越南、斯洛伐克双边贸易额达到2.93亿美元，其中越南向斯洛伐克出口2.75亿美元，越南主要向斯洛伐克出口纺织品、食品、农产品、海产品、计算机与电子产品及元件。而斯洛伐克主要向越南出口化工产品、机械、塑胶原料及饲料。
2020年8月，越南与包括斯洛伐克在内的国家签署的《歐盟與越南自由貿易協定》生效，有报道指出，越欧自贸协定将有助于越南应对逆全球化和贸易保护主义、加强与欧盟的全面合作伙伴关系、并更加有效地吸引斯洛伐克的外资和先进技术。

## 侨民
20世纪70年代，包括捷克斯洛伐克在内的經濟互助委員會诸国与越南签署了合约，越南向捷克斯洛伐克派遣了留学生及劳工，留学生以学习理工科为主，亦学习语言及文学，劳工则主要在机械工业与轻工业部门就职，1989年天鹅绒革命后，大多數越南裔決定永久居留在斯洛伐克。而相较于邻国捷克，斯洛伐克的越侨较少。截至2015年，斯洛伐克約有越裔公民20,000人。